# لون استار (آریزونا)
لون استار (به انگلیسی: Lone Star) یک منطقهٔ مسکونی در ایالات متحده آمریکا است که در آریزونا واقع شده‌است. لون استار ۹۰۰ متر بالاتر از سطح دریا واقع شده‌است.